# Kwasy bosweliowe

Budowa kwasu α-bosweliowego

Budowa kwasu β-bosweliowego

Kwasy bosweliowe – organiczne związki chemiczne z grupy pięciopierścieniowych triterpenoidów, zawarte w roślinach z rodzaju kadzidłowców. Szacuje się, że stanowią ok. 30 % żywicy gatunku Boswellia serrata.

## Budowa
Kwasy bosweliowe są kwasami organicznymi złożonymi z pięciopierścieniowych triterpenów połączonych z grupą karboksylową, różniącymi się ze sobą dodatkową grupą funkcyjną, np. kwasy α-bosweliowy i β-bosweliowy (o wzorze C30H48O3) mają dodatkową grupę hydroksylową, a kwasy acetylo-α-bosweliowy i acetylo-β-bosweliowy (o wzorze C32H50O4) – grupę acetylową.

## Wykorzystanie
Kwasy beta-bosweliowy, keto-beta-bosweliowy i acetylo-keto-beta-bosweliowy (AKBA) mają pozytywny wpływ na apoptozę komórek rakowych, zwłaszcza guzów mózgu, raka jelita grubego i zmian nowotworowych podczas białaczki.
Kwas acetylobosweliowy wykazuje działanie przeciwzapalne. Dzieje się tak, gdyż jest on inhibitorem enzymu 5-lipooksygenazy, w wyniku działania którego powstają leukotrieny odpowiadające m.in. za procesy zapalne. Dzięki temu procesowi kwasy bosweliowe zmniejszają również objawy astmy, co zostało potwierdzone w eksperymencie z użyciem placebo w 1998 roku.